# Пробој логораша из Јасеновца 22. априла 1945.
Пробој из логора Јасеновац извршило је 22. априла 1945. године 600 од преосталих 1073 логораша, заточених у Циглани, када су схватили да их чека сигурна смрт. Пробој је преживело само њих 117. Истог дана, пробој је извршило и 147 заточеника у Кожари, од којих је преживело 11 њих.

## Позадина
Напредовање НОВЈ кроз Југославију управи логора Јасеновац није нимало сметало да и даље наставе с ликвидацијама. Напротив, то су након ослобођења Београда радили још жешће и интензивније, настојећи да до доласка НОВЈ уклоне све доказе и усмрте живе логораше. Убијало се неконтролисано, а успут је уништавана и документација. Тако је до 22. априла 1945. године у Јасеновцу остало свега 1.220 људи.
По наређењу управе логора Јасеновац, све нове групе заточеника које су довођене у Јасеновац, истог су часа одвођене на Саву, убијане и бацане у реку. Особље управе логора, стражари, командири и остали били су ангажовани на уништавању архиве, циглане, ланчаре, магазина, барака. Једни су подметали мине и дизали грађевине у ваздух, други убијали преостале или новопридошле, трећи палили бараке и документацију.
Усташе су прво пришле ликвидацији женског логора. Последња група жена, њих 80-ак, убијена је 21. априла 1945. године.

## Пробој

### Пробој из Циглане
Преосталих 1073 логораша усташе су затвориле у велику фабричку зграду „Циглане“, чији су прозори и врата били заковани даскама. Усташе су припремали минирање и паљење зграде. У међувремену се међу логорашима пронела вест шта им усташе спремају. Током ноћи, неколико њих се обесило како не би дочекали смрт од руке усташа. Док су напољу одјекивале експлозије, десетак се заточеника, међу њима Анте Бакотић, Чедомил Хубер, Драгутин Шкргатић, Павао Кулаш и др Петар Крстић одвојило у малу просторију како би се договорили о покушају пробоја из логора. Свима је било јасно да након ликвидације жена и њих чека сигурна смрт. Усвојен је план према којем би се на сваки од четири излаза поставило десетак најодлучнијих људи који ће, наоружани постоларским ножевима, чекићима, летвама и циглама истовремено провалити на све капије и бежати према излазу из логора. Договорени су састави десета и која ће десетина напасти коју капију. Пробој је требало да уследи на знак Анте Бакотића. 
Кишовитог недељног јутра, 22. априла 1945, источне капије логора уз пут према Кошутарици биле су немарно притворена, док су се усташке страже завукле у бункере и извиднице на логорском зиду. Око 10 часова изјутра, на повик Анте Бакотића „Напред другови!“, десетине су разбиле капије и прозоре и појуриле напред према 150 метара удаљеној капији логора. У том тренутку њих 460 болесних и старих није имало снаге да крену у пробој. Осталих 600, иако физички слаби и исцрпљени патњама у логору, прикупили су снагу, напали усташке стражаре, неколицину рукама задавили и одузели им пушке. Други су зграбили гвоздене предмете или цигле и потрчали према источној логорској капији по путу који води у Кошутарицу. На том путу су морали да прођу простор који се налазио између јужног огранка великог зида и реке Саве. На том су терену усташе имале поглед на брисан простор, те су митраљезима косили бегунце који су трчећи према слободи падали један за другим. Логораш Миле Ристић је појурио према митраљесцу, скочио на њега и успео да га задави. Потом је легао поред оружја и почео да пуца на усташе. У метежу бега, Едо Шајер пресекао је телефонске жице.
Од 600 логораша који учествовали у пробоју, преживело је само њих 117. Страдали су нашли смрт на путу од логорске зграде до логорских капија, на путу, у хладној и набујалој реци Сави, на ливадама око логора те на прилазима шуми код Кошутарице. Другу групу од 470-ак логораша, који су остали у Циглани, усташе су наредних дана побили и спалили заједно с логорским објектима. 

### Пробој из Кожаре
Истог дана, само неколико часова касније, започео је пробој заточеника из Кожаре. Према Егону Бергеру, у Кожари се тада налазило 147 заточеника. Веза између Циглане и Кожаре била је потпуно прекинута, па нису знали за намере њихових другова. Ипак је група од 40-ак заточеника смислила план пробоја из Кожаре. Формиране су ударне десетине, подељени задаци за сваку од њих и утврђен правац бега према пољима иза логора. Почетак пробоја планиран је за 24. април. Међутим, у ноћи са 21. на 22. априла заточеници су чули експлозије и видели одсјај пламена који је гутао зграде. Група заточеника (Станко Гаћеша, Захид Букуревић, Егон Бергер, Алберт Атијас-Зекић, Ацо Данон, Леон Маестро и рабин Арнолд Баш) договорили су се да пробој изврше раније, односно већ сутра у 20 часова. Инжењер Демајо припремио је екразит, а браћа Мостер отров који је подељен заточеницима. Десетак је ножева за обраду коже претворено у оружје, а у магацин је сакривен део алата који је могао да послужи као оружје.
Пробој је започео 22. априла у 20 часова. Након убиства тројице усташких стражара, којима је одузето оружје, прва десетина напала је ножевима стражу на излазној капији логора, а друга усташе код главне капије. Трећа десетина разрезала је жицу на страни логора према пољима и железничкој прузи. Четврта десетина обавестила је остале заточенике о бегу и потпалила радионице и магацине. Заточеници су бежали из логора према Сави, низ јасеновачке улице, трчали према пољима и железничкој прузи. Усташка потера за одбеглим логорашима трајала је читаву ноћ. Једанаест заточеника Кожаре преживело је пробој.
Дан после, усташе су почеле да се повлаче према западу, оставивши за особом лешеве и рушевине.

## Списак преживелих логораша
У Извештају Државне комисије за утврђивање злочина окупатора и њихових помагача који је достављен Међународном војном суду у Нирнбергу 26. децембра 1946. године, наведено је да се бегом из логора спасило 50 заточеника. Накнадним истраживањима утврђено је да се спасило 117 логораша. Подаци у списковима се разликују због чињенице да су заточеници бежали у групама или појединачно, па нису имали потпуну слику о заточеницима који су успели да се спасе. Такође се у списковима поједина имена или презимена разликују за понеко слово.
Списак заточеника који су преживели пробој из Логора III Циглана:
| - Јешуа Абинум - Шимун Абинум - Миливоје Адамовић (или Адановић) - Живко Аџић - Арсо Алексић - Драгутин Антолчић - Јаков Ауферљо - Десимир Бајић (или Бајеш) - Салко Бајрић - Јулиус-Ђуси Бинг - Мирко Бокшић - Карло Вајс - Славко Васић - Лазо Велисављевић - Момир Видовић - Саво Влакетић - Љубо Врањеш - Жарко Вучинић - Раде Вучковић - Чедо Вујчић - Павле Вуковић - Срђан Гагић - Јерухам-Јерко Гаон - Живко Гисовић (или Гиговић) - Михајло Гојковић | - Алија-Ацо Грабовић - Гојко Грбић - Иван Грегорић - Иван Гргурин - Валтер Грин - Мирко Гужвица - Антун Далпонт - Иво Дедић - Славко Дедуш - Саво Делибашић - Стево Делић - Милош Деспот - Ранко Дрвеница - Марко Ђурић - Јосип Ерлих - Драгутин Жигер - Иво Жунић - Божидар Живковић - Карло Зебец - Базил Зуколо - Ранко Илић (или Бранко) - Илија-Немила Ивановић - Карло Јагар - Јово Јагодић - Владимир Јовичић | - Стево Каран - Владо Каснер (или Кастер или Кастнер) - Раде Кесић - Лео Клајн - Ото Клајн - Фрањо Луцић - Милош Макијевић - Јозо Марић - Стеван Мамула - Михајло Марић - Јово Машић - Љубомир Михајловић - Ервин Милер - Милутин Мирић - Јоцо Моргнштерн (или Моргенштерн) - Шимон Монтиљо - Цвијетин Ненадовић - Нико Николић - Ђорђе Папрић - Срето Петровић - Саво Петровић - Давид Пинто - Марко Поповић - Радован Поповић | - Миленко Поткоњак - Лазар Радосављевић - Јанко Рајаковић - Душан Рајшић - Милан Ракић - Перо Ракић - Арсен Ралић - Миле Ристић - Димитрије Ромањак (или Рамоњак или Ромањек) - Макс Сабљић - Никола Сертић - Раде Симоновић (или Шимуновић) - Јово Стјепановић - Ристо Стјепановић - Милутин Стојаковић - Рајко Стојаковић - Иван Татарко - Авдо Хаџиомеровић - Чедомил Хубер - Јаков Цазев - Едо Шајер - Иван Ширановић - Драгутин Шкргатић - Изидор Штајнер |

Списак заточеника који су се спасили бегом из Кожаре:
- Мирослав Ауфербер
- Егон Бергер
- Захид Букуревић[11]
- Владимир Царин
- Душан Зец
- Јаков Кабиљо
- Јосеф Конфорти
- Стојан Лапчевић
- Леон Маестро
- Никола Миљевић
- Ђуро Ручнов

Осим набројених, Стјепан Кешеровић, Вељко Ћирић и Јован Живковић сакрили су се у логору и преживели, а Јакица Атијас (19. априла) и Лазар Јанков (21. априла) препливали су Саву и тако се спасили.
Ако се уважи чињеница да се у Логору III и Кожари у ноћи са 22. на 23. априла налазило укупно 1.220 заточеника, указује се застрашујућа бројка од 1.103 људи који су изгубили живот у последњем дану постојања јасеновачког логора.